# قينوة الخنزير
قينوة الخنزير (الاسم العلمي: Hyospathe)، جنس نباتات مُزهرة من فصيلة النخلية، موطنها أمريكا الجنوبية والوسطى. يضم الأنواع التالية
| الصورة | الاسم العلمي                            | التوزيع                                                               |
| ------ | --------------------------------------- | --------------------------------------------------------------------- |
|        | Hyospathe elegans Mart.                 | كوستاريكا، بنما، كولومبيا، فنزويلا، غويانا، الإكوادور، بيرو، البرازيل |
|        | Hyospathe frontinensis A.J.Hend.        | كولومبيا                                                              |
|        | Hyospathe macrorhachis Burret           | الإكوادور                                                             |
|        | Hyospathe peruviana A.J.Hend.           | منطقة هوانوكو في بيرو                                                 |
|        | Hyospathe pittieri Burret               | كولومبيا، بنما، فنزويلا                                               |
|        | Hyospathe wendlandiana Dammer ex Burret | كولومبيا (أنتيوكيا)                                                   |